# 953 Painleva
A 953 Painleva (ideiglenes jelöléssel 1921 JT) a Naprendszer kisbolygóövében található aszteroida. Benjamin Jekhowsky fedezte fel 1921. április 29-én, Algírban.